# Lăuzie
Lăuzia este o fază prin care trece mama care tocmai a dat naștere unui copil. Începe imediat după eliminarea placentei de către mamă și durează până la 6 săptămâni de la data nașterii. La acel moment rănile provocate în procesul nașterii sunt complet vindecate iar modificările din timpul sarcinii încep să se diminueze considerabil.

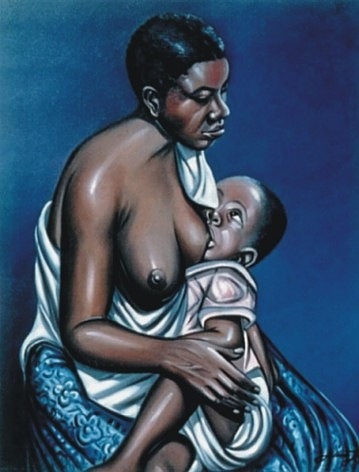
Maternitate (1981)

### Etape
Lăuzia are trei etape:
1. lăuzia imediată (primele 4 ore dupa naștere în cazul nașterilor normale),
2. lăuzia propriu-zisă (de la 4 ore pana la 10-12 zile dupa naștere),
3. lauzia îndepărtată (pana la maxim 6 săptămâni după naștere)

Fiecare dintre ele presupune o serie de transformari biologice care ajută la refacerea organismului și la pregătirea lui pentru hrănirea nou-nascutului cu lapte, de către mamă.

### Transformări biologice
- Uterul revine la normal în aproximativ 6 saptamani, scăzând progresiv în dimensiuni începând din prima zi după naștere. Acest proces de revenire a uterului la starea de dinaintea sarcinii se numește “involuție uterină” și se datorează scaderii cantității de hormoni placentari și apariției contracțiilor uterine determinate de eliberarea de ocitocină (ocitocina este hormonul ce stimulează excretia lactică)
- Colul uterin, începe să se refacă în același timp cu scăderea volumului uterului

Vaginul, vulva și perineul revin la dimensiunile normale într-o mică perioadă de timp, iar eventualele răni rezultate în urma nașterii la acest nivel se cicatrizeaza în perioada lăuziei propriu-zise (în primele 10 zile de după naștere)

### Tristețea nașterii
Pentru aproximativ jumătate din femeile care nasc în perioada lăuziei propriu-zise (în primele 10 zile de după naștere) se instalează o stare de depresie post-natală ("Baby blues" sau tristețea nașterii) pe care oamenii o asociază cu perioada de lăuzie. Mama este cuprinsă de sentimente de neliniște, de nesiguranță, tristețe putând în cazuri extreme să implice și respingerea bebelușului sau chiar tentativa de pruncucidere.